# Азербайджанци в Русия
Азербайджанците в Русия (на азербайджански: Rusiya azərbaycanlıları, на руски: Азербайджанцы в России) са 11-ата по численост етническа група в Русия. Според преброяването на населението през 2010 г. броят на хората, определили се за азербайджанци, е 603 070 души, или 0,44% от населението на страната. Според различни оценки техният брой варира между 1,5 и 3,0 млн. души.
Азербайджанците са разпръснати в цяла Русия, главно в градовете. Те живеят компактно в югоизточната част на Дагестан, където са част от коренното население на тази република.

## Численост и дял
Численост и дял на азербайджанците според преброяванията през годините:
| Преброяване | Численост | Дял (в %) |
| 1926        | 24 335    | 0,03      |
| 1939        | 43 014    | 0,04      |
| 1959        | 70 947    | 0,06      |
| 1970        | 95 689    | 0,07      |
| 1979        | 152 421   | 0,11      |
| 1989        | 335 889   | 0,23      |
| 2002        | 621 840   | 0,43      |
| 2010        | 603 070   | 0,44      |